# Тирен, Нильс
Нильс Тире́н (швед. Nils Tirén; 19 августа 1885, Увикен, Швеция — 1935, Пеннингбю, Швеция) — шведский художник-анималист.

## Биография
Родился 19 августа 1885 года в Швеции в местечке Увикен в семье художников Юхана и Герды Тирен.
Окончил Королевскую академию свободных искусств в Стокгольме.
Работая в жанре анимализма, стал широко известен своими иллюстрациями для школьных плакатов, на которых изображал животных и птиц.
Скончался в марте 1935 году и похоронен 24 марта на церковном кладбище прихода Ленна близ фермы Триста в Пеннингбю.

## Семья
- Отец — Юхан Тирен (1853—1911), художник
- Мать — Герда Тирен (1858—1928), художница.
  - Сестра — Кристина (1886—1951), художница
  - Сестра — Карин (швед. Karin Ottilia Maria; 1887—1951), учитель музыки
  - Сестра — Ева Элизабет (швед. Eva Elisabeth; 1890—1937), вокалистка
- Дядя — Карл Тирен?!, фольклорист (собиратель песен и легенд)

## Галерея

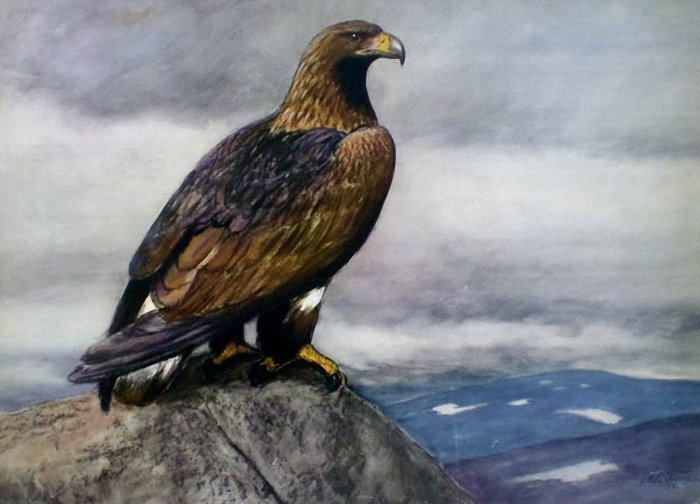
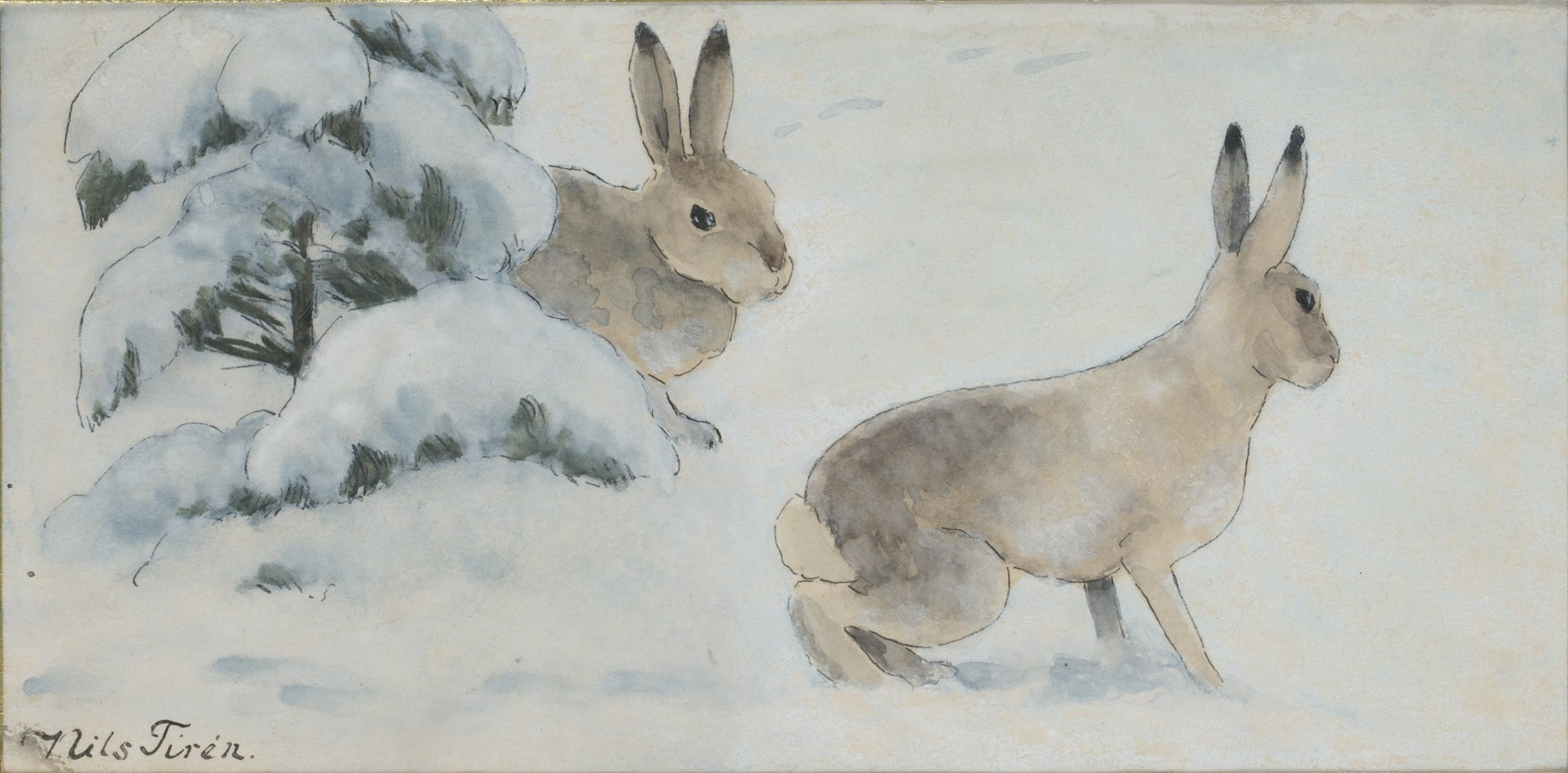
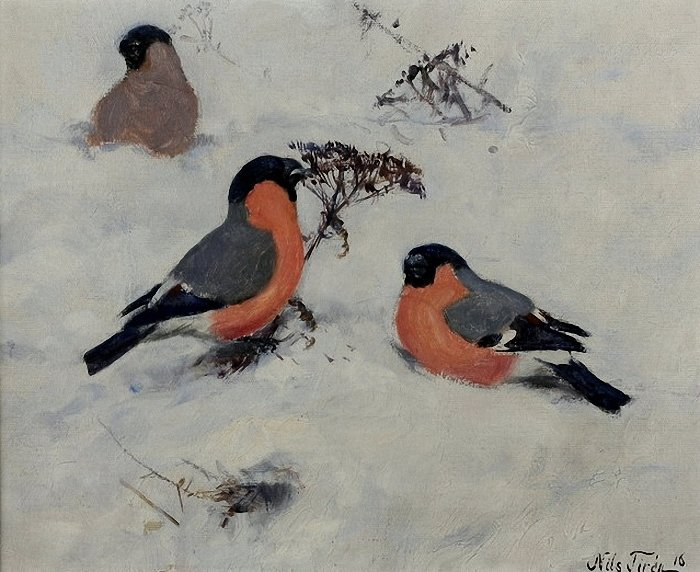
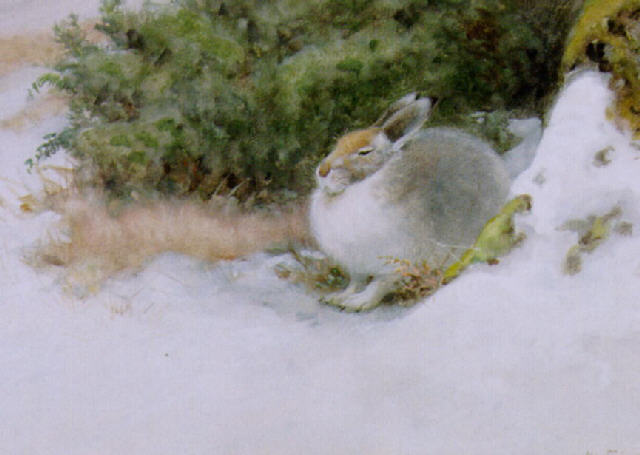